# Berkeley T60
Der Berkeley T60 ist ein dreirädriger Mini-Sportwagen, den der britische Hersteller Berkeley Cars von September 1959 bis Dezember 1960 baute. Neben dem normalen T60 mit zwei Sitzen gab es noch den T60/4 mit 2+2 Sitzen.
Beide Fahrzeuge konnten im Vereinigten Königreich mit einem Motorradführerschein gefahren werden und waren daher sehr beliebt. Zusätzlich waren die Kaufsteuer und die Kraftfahrzeugsteuer deutlich niedriger als bei vierrädrigen PKWs.
T60 und T60/4 wurden von einem luftgekühlten Zweizylinder-Zweitakt-Reihenmotor mit 328 cm³ Hubraum (Bohrung × Hub = 58 mm × 62 mm) angetrieben, der von Excelsior zugeliefert wurde und 18 bhp (13,2 kW) bei 5000/min abgab. Der Wagen hatte ein Vierganggetriebe und Frontantrieb. Die Vorderräder waren, wie bei den vierrädrigen Berkeleys, einzeln aufgehängt und hatten Schraubenfedern, das einzelne Hinterrad hing an einer gezogenen Schwinge.

## T60
Der T60 erschien im September 1959 und damit erst gegen Ende des britischen Kleinwagenbooms. Die ersten etwa 600 Wagen hatten eine Sitzbank für zwei Personen und unter dem Armaturenbrett eine Handbremse mit schirmförmigem Griff. Der Fahrzeugboden war mit Aluminiumträgern verstärkt. Spätere Exemplare hatten stahlträgerverstärkte Fahrzeugböden, Einzelsitze und einen am Boden montierten Handbremshebel mit Pistolengriff. Von der GFK-Karosserie gab es eine Roadsterversion mit Stoffdach und eine Coupéversion mit festem Dach. Die Fahrgestellnummern liefen von 1 bis 1800.
Die allerletzten der etwa 1800 gebauten Exemplare hatten geänderte Radaufhängungseinheiten vorne und hinten, vermutlich, damit die Brücke über dem Differenzial vorne nicht mehr brach und sich die hintere Dämpfereinheit nicht mehr löste.
Bei seiner Vorstellung kostete der Wagen £ 400. 

## T60/4
Der T60/4 erschien erst im Oktober 1960 und entsprach in Technik und Erscheinungsbild der letzten Version des zweisitzigen T60. Hinter den beiden Einzelsitzen hatte er jedoch eine zusätzliche Sitzbank, auf der zwei Kinder Platz finden konnten. Der hintere Teil der GFK-Karosserien war verlängert, um den zusätzlichen Raum zu schaffen. Die hintere Sitzbank hatte in der Mitte einen Buckel, unter dem das einzelne Hinterrad lag.
Bis zur Einstellung der Automobilproduktion bei Berkeley im Dezember 1960 entstanden 50 Exemplare.